# Евринома
Еврино́ма, Эвринома (др.-греч. Εὐρυνόμη) — в древнегреческой мифологии океанида, дочь Океана и Тефиды. Служительница богини Гармонии.

## Происхождение имени
Имя Эвринома делят на две части, где eury означает «широкий», а nome соотносится с праиндоевропейским корнем *nem-, «распределять, простирать». Слова, происходящие от этого корня, имеют широкий спектр значений. В случае Эвриномы два основных смысла этого имени — это «странник» или «правитель».
Роберт Грейвс видел в Эвриноме лунную богиню, происходящую от догреческой богини-матери неолитической Европы. В этом случае -nome означает «кочевник». Кочевник бродит в поисках пастбищ или земель, которые были «распределены» для выпаса скота. Если же говорить о -nome в значении «правитель», то это тот, кто «распределяет» закон и справедливость.
Однако ни один из этих случаев не имеет никакого отношения к статусу Эвриномы как возможной богини-матери. Если Эвринома была преемницей догреческой богини, она должна была носить догреческое, а не греческое имя. Если имя индоевропейское, оно могло превратиться в греческий в процессе изменения самого языка. Если оно не индоевропейское, то оно может быть результатом переименования или выбора ближайшего греческого омонима.

## Мифология
В мифологической традиции Эвринома была одной из старших океанид. Будучи третьей женой Зевса, она родила от него харит Евфросину, Аглаю и Талию (по некоторым версиям, это дочери Океана). Также по одной из версий она родила от Зевса Асопа. Вместе с Фетидой нянчила Гефеста после того, как тот был сброшен с Олимпа. Одна из харит позже стала его женой.
Океанида Эвринома также тесно ассоциируется с другой Эвриномой — правительницей титанов и женой Офиона, вместе с которым они правили на Олимпе (по Ферекиду Сирскому), пока власть не захватили Кронос и Рея. Дралась врукопашную с Реей, но потерпела поражение и сброшена в Тартар.

## Почитание
Храм Эвриномы находился в Фигалии в Аркадии, на слиянии рек Неда и Лимакс. На деревянной статуе, которую можно было видеть только раз в год, когда открывалось святилище, она была представлена в образе, подобном образу русалки — верхняя часть тела как у женщины, а с нижняя часть тела как у рыбы. Статуя была опутана золотыми цепями. Сын Эвриномы Асоп был богом близлежащего ручья в прилегающей области Сикиония.
Богиня с рыбьим хвостом, которой поклонялись в Аркадии, могла быть Эвриномой, женой Офиона, Тефидой, женой Океана, Эвриномой, матерью харит, богиней реки Неды или даже одним из образов Артемиды.

## Современность
В честь Эвриномы назван астероид (79) Эвринома, открытый в 1863 году.